# لارنس وست (ورزشکار)
لارنس وست (انگلیسی: Lawrence West؛ زادهٔ ۱ ژانویهٔ ۱۹۳۵) قایقران روئینگ اهل کانادا است.